# Dayton (Ohio)
Dayton è una città degli Stati Uniti d'America, capoluogo della contea di Montgomery nello Stato dell'Ohio. 

## Storia
Dayton è famosa per essere un'area industriale e per aver ospitato l'omonimo accordo di Dayton siglato nel 1995, con il quale ebbero fine le guerre jugoslave.

## Geografia fisica
La città è situata a sud-ovest dell'Ohio, non lontana dal confine con l'Indiana, ed al centro della contea d'appartenenza, nella quale forma il centro principale di una conurbazione. Il fuso orario in cui si trova è UTC-5.

## Società

### Evoluzione demografica
La popolazione di Dayton era di 166 179 abitanti nel 2018 (189º posto tra le città statunitensi per numero di abitanti), mentre l'intera area metropolitana, che comprende città come Vandalia, Trotwood, Kettering, Centerville, Beavercreek, West Carrollton, Huber Heights, Troy e Miamisburg, ha una popolazione di quasi 800 000 abitanti.

## Infrastrutture e trasporti
La città è servita dall'Aeroporto Internazionale di Dayton e dispone di una rete filoviaria. Per alcuni decenni a cavallo dell'inizio del XX Secolo è stata collegata a Cincinnati dalla Cincinnati, Lebanon and Northern Railway che passava attraverso Lebanon

## Arte
Il Dayton Art Institute conserva il dipinto con san Sebastiano di Paolo Pagani.

## Amministrazione

### Gemellaggi
- Augusta
- Holon
- Monrovia
- Ōiso
- Sarajevo

## Citazioni
- La città compare in un episodio della quindicesima stagione de I Simpson chiamato Prova a prenderli: Dayton è il luogo dove viveva lo zio Tyron; i coniugi Simpson dovevano recarsi lì, ma all'ultimo momento partono per Miami per fare una seconda luna di miele.

- l'episodio 5 della seconda stagione della serie  Criminal Minds , denominato  Conseguenze  è completamente ambientato nella città.